# Anders Hansson Furn
Ollas Anders Hansson Furn, född 13 maj 1879 på Ollas-gården i Västra Born i Rättviks socken, död 24 juni 1939 i Rättvik, var en svensk lantbrukare, porträtt- och dekorationsmålare, samt författare.
Han var son till lantbrukaren Ollas Hans Andersson och Ollas Karin Andersdotter. Furn var som konstnär autodidakt. Bland han offentliga verk märks altartavlan vid Missionshuset i Övre Gärdsjö, som är en kopia efter Carl Blochs altarbild Kommen till mig som kopierades 1915 av Furn. Han var bland annat Rättviks hembygdsförenings förste ordförande och hade många olika uppdrag och engagemang i Rättviks förenings- och kulturliv.